# Fuerza aerodinámica

Fuerzas en una perfil aerodinámico.

La fuerza aerodinámica es ejercida sobre un cuerpo por el aire (o algún otro gas elevador) en el que el cuerpo está sumergido, y es debido al movimiento relativo entre el cuerpo y el gas. La fuerza aerodinámica surge de dos causas:
- La fuerza normal debida a la presión sobre la superficie del cuerpo
- La fuerza de cizallamiento debido a la viscosidad del gas, también conocida como fricción superficial.

La presión actúa localmente, normal a la superficie, y la fuerza de corte actúa localmente, paralela a la superficie. La fuerza aerodinámica neta sobre el cuerpo se debe a las fuerzas de presión y de cizallamiento integradas sobre el área expuesta total del cuerpo.
Cuando un perfil aerodinámico (o un ala) se mueve con respecto al aire, genera una fuerza aerodinámica, en dirección hacia atrás en un ángulo con la dirección del movimiento relativo. Esta fuerza aerodinámica se resuelve comúnmente en dos componentes:
- Resistencia  es la componente de la fuerza paralela a la dirección del movimiento relativo,
- Sustentación es la componente de la fuerza perpendicular a la dirección del movimiento relativo.

Además de estas dos fuerzas, el cuerpo puede experimentar también un momento aerodinámico, cuyo valor depende del punto elegido para el cálculo.
La fuerza creada por una hélice o un motor a reacción se llama empuje y es también una fuerza aerodinámica (ya que también actúa sobre el aire circundante). La fuerza aerodinámica en un avión accionado está representada generalmente por tres vectores: empuje, levante y arrastre.
La otra fuerza que actúa en un avión durante el vuelo es su peso. El peso es una fuerza del cuerpo y no es una fuerza aerodinámica.